# Princesa Mecânica
Princesa Mecânica (em inglês:  Clockwork Princess) é um romance de fantasia jovem escrito pela autora Cassandra Clare. É o terceiro e último volume da trilogia As Peças Infernais, após o primeiro livro, Anjo Mecânico, e o segundo livro, Príncipe Mecânico. É escrito na terceira pessoa através da perspectiva da protagonista principal, Tessa Gray, que reside no Instituto de Londres dos Caçadores de Sombras. Este volume final segue Tessa e seus amigos enquanto eles enfrentam o principal antagonista da série, O Magitrado (também conhecido como Axel Mortmain), que planeja obliterar completamente a raça dos Caçadores de Sombras.

## Lançamento

### Recepção crítica
O romance recebeu críticas positivas de vários críticos. Ele recebeu o primeiro lugar na lista de best-sellers da Publishers Weekly, tendo vendido mais de 68.000 cópias em sua primeira semana de acordo com os meios de comunicação que reportam ao Nielson BookScan. Breia Brissey, da Entertainment Weekly, deu ao romance um A-, chamando-o de "o melhor empreendimento de Clare até agora". Brissey também afirma que é "tão viciante quanto - e ousamos dizer melhor do que? - a franquia original de Clare", em referência à primeira série das Crônicas dos Caçadores de Sombras de Clare, Os Instrumentos Mortais. Um revisor de livros infantis do The Guardian agradece a Clare em seu artigo, afirmando que o livro os deixou "mais do que felizes e realizados". Clockwork Princess estreou em #1 na lista de Best Seller do Wall Street Journal.
Clockwork Princess também foi finalista do Children's & Teen Choice Book Awards do The Children's Book Council. O romance tem uma classificação de 4,55/5 estrelas no Goodreads, com mais de 371.000 avaliações de fãs em maio de 2021.

### Promoção
Sally Lodge, da Publishers Weekly, escreve sobre como Clare usa as redes sociais para promover seu novo romance. Clare acessou o Twitter para postar um link, revelando o primeiro capítulo do livro. Após a revelação do capítulo, os fãs participaram de uma revelação da capa do livro, acumulando mais de 30.000 tweets no período de duas horas. Aos poucos, a capa da história foi sendo revelada ao mundo. Anne Zafian, vice-presidente e editora adjunta da Simon and Schuster Children's Publishing, afirma: "Estamos sempre tentando trazer algo novo para a mesa enquanto promovemos os livros de Cassie... Como ela tem um alcance on-line tão bom e habilidades de rede social, foi ótimo que, com a campanha do Twitter, o primeiro capítulo pudesse ser revelado em todo o mundo de uma só vez." Clare também disse que estava "emocionada" com a resposta de seus seguidores e estava grata por poder ver as reações e teorias de todos enquanto leem.
Outros esforços de marketing para o romance incluíram o lançamento do aplicativo Shadowhunters de Clare para Apple e Android, que foi lançado no início de fevereiro de 2013 e deu uma primeira olhada no prólogo do livro. O trailer de Clockwork Princess foi revelado no blog Shelf Life da EW.com em 21 de fevereiro.

## Histórico de publicação
Clockwork Princess foi lançado nos Estados Unidos em 19 de março de 2013 e publicado pela Margaret K. McElderry Books (Simon and Schuster Publishing).

### Vendas
O livro vendeu mais de 68.000 cópias em sua primeira semana após seu lançamento. A série Infernal Devices teve uma contagem global impressa de seis milhões de cópias e havia um milhão de cópias de Clockwork Princess impressas na época de seu lançamento.